# Eilica songadhensis
Eilica songadhensis är en spindelart som beskrevs av Patel 1988. Eilica songadhensis ingår i släktet Eilica och familjen plattbuksspindlar. Inga underarter finns listade i Catalogue of Life.